# Tricia Byrnes
Tricia Byrnes (* 18. November 1974 in Greenwich) ist eine ehemalige US-amerikanische Snowboarderin. Sie startete in der Disziplin Halfpipe.

## Werdegang
Byrnes hatte ihren ersten internationalen Erfolg bei den ISF-Snowboard-Weltmeisterschaften 1993 in Ischgl. Dort gewann sie die Silbermedaille. Im FIS-Snowboard-Weltcup debütierte sie im Januar 1997 am Kreischberg und belegte dabei den neunten Platz. Im folgenden Monat holte sie am Mount Bachelor ihren ersten Weltcupsieg und errang in Kanbayashi den dritten Platz. Bei den Burton US Open kam sie im Jahr 1997, 1998 und 1999 jeweils auf den zweiten Platz. In der Saison 1998/99 holte sie sechs Weltcupsiege. Zudem erreichte sie einmal den zweiten und einmal den dritten Platz und gewann damit den Halfpipeweltcup. Im Gesamtweltcup wurde sie Siebte. In der folgenden Saison siegte sie im Weltcup fünfmal und belegte einmal den zweiten Platz. Sie errang damit den 17. Platz im Gesamtweltcup und den zweiten Platz im Halfpipeweltcup. Nach Platz 39 beim Weltcup in Mont Sainte-Anne zu Beginn der Saison 2000/01, holte sie in Kronplatz ihren 13. Weltcupsieg. Beim Saisonhöhepunkt den Snowboard-Weltmeisterschaften 2001 in Madonna di Campiglio belegte sie den 13. Rang. Beim folgenden Weltcup in Asahikawa gelang ihr der sechste Platz und errang zum Saisonende der 21. Platz im Halfpipeweltcup. Zu Beginn der Saison 2001/02 kam sie beim U.S. Snowboarding Grand Prix in Mammoth zweimal auf den zweiten und am Mount Bachelor auf den dritten Platz. Bei den Olympischen Winterspielen 2002 in Salt Lake City wurde sie Sechste. Im März 2002 holte bei ihren einzigen Saisonteilnahmen im Weltcup in Sapporo und in Tandådalen ihre letzten Weltcupsiege und belegte damit den achten Platz im Halfpipeweltcup. In der Saison 2002/03 erreichte sie in U.S. Snowboarding Grand Prix in Park City und am Mount Bachelor jeweils auf den dritten Platz. Im März 2003 kam sie beim Weltcup in Sapporo auf den dritten Platz und beendete die Saison auf dem 17. Rang im Halfpipeweltcup. In der folgenden Saison gelang ihr beim U.S. Snowboarding Grand Prix in Mammoth den zweiten und in Mountain Creek den dritten Platz. Zudem wurde sie in der Saison Dritte bei den World Superpipe Championships in Park City und Zweite bei den Burton US Open. Im Januar 2005 belegte sie bei den Winter-X-Games 2005 in Aspen den 13. Platz und bei den Snowboard-Weltmeisterschaften 2005 in Whistler den vierten Platz. Im folgenden Jahr wurde sie bei den Winter-X-Games 2006 Sechste. Bei den Snowboard-Weltmeisterschaften 2007 in Arosa kam sie auf den 13. Platz. In ihrer letzten Saisons erreichte sie den 17. Platz bei den Winter-X-Games 2008 und den 13. Rang bei den Winter-X-Games 2009.

## Weltcupsiege
| Nr. | Datum             | Ort              |
| --- | ----------------- | ---------------- |
| 1.  | 8. Februar 1997   | Mount Bachelor   |
| 2.  | 11. Dezember 1998 | Whistler         |
| 3.  | 16. Dezember 1998 | Mount Bachelor   |
| 4.  | 6. Februar 1999   | Park City        |
| 5.  | 14. Februar 1999  | Asahikawa        |
| 6.  | 20. Februar 1999  | Naeba Ski Resort |
| 7.  | 13. März 1999     | Olang            |
| 8.  | 28. November 1999 | Tignes           |
| 9.  | 28. Januar 2000   | Tandådalen       |
| 10. | 29. Januar 2000   | Tandådalen       |
| 11. | 27. Februar 2000  | Shigakogen       |
| 12. | 4. März 2000      | Park City        |
| 13. | 18. Januar 2001   | Kronplatz        |
| 14. | 3. März 2002      | Sapporo          |
| 15. | 22. März 2002     | Tandådalen       |

## Weltcup-Gesamtplatzierungen
| Saison    | Gesamt | Gesamt | Halfpipe | Halfpipe |
| Saison    | Punkte | Platz  | Punkte   | Platz    |
| --------- | ------ | ------ | -------- | -------- |
| 1996/97   | 315    | 29.    | 1890     | 7.       |
| 1997/98   | 56     | 105.   | 450      | 42.      |
| 1998/99   | 925    | 7.     | 7400     | 1.       |
| 1999/2000 | 596    | 17.    | 6540     | 2.       |
| 2000/01   | 157    | 59.    | 1412     | 21.      |
| 2001/02   | –      | –      | 2000     | 8.       |
| 2002/03   | –      | –      | 1370     | 17.      |
| 2003/04   | –      | –      | 1170     | 21.      |
| 2004/05   | –      | –      | 570      | 30.      |
| 2005/06   | 890    | 78.    | 890      | 31.      |
| 2006/07   | 290    | 95.    | 290      | 40.      |
| 2007/08   | 180    | 124.   | 180      | 44.      |